# 一剪梅 (1931年電影)
一剪梅，一部中國黑白默片，上映於1931年，由卜萬蒼導演，阮玲玉、金焰、林楚楚、與王次龍 （页面存档备份，存于）主演。
本片是改編自莎士比亞的《維洛那二紳士》。

## 演出表
| 演 員                         | 角 色  | 備 註 |
| 金焰                          | 胡倫廷 |       |
| 阮玲玉                        | 胡珠麗 |       |
| 林楚楚                        | 施洛華 |       |
| 王次龍 （页面存档备份，存于） | 白樂德 |       |
| 高占非                        | 刁利敖 |       |
| 陳燕燕                        | 阿巧   |       |
| 王桂林                        | 施督辦 |       |
| 周麗麗                        | 女護兵 |       |

## 劇情
陸軍學校的學生胡倫廷與白樂德是一對莫逆之交，同樣懷抱著報效國家的大志。畢業後，胡倫廷擔任了廣東督辦署的隊長。白樂德則留在上海，與胡倫廷的妹妹胡珠麗訂婚。
而胡倫廷與督辦之女施洛華互有好感，兩人曾在花園共填詞《一剪梅》。之後胡倫廷淪為盜首，並自號一剪梅。填詞周年之夜，洛華與倫廷在園中相會……